# Kostandenets
Konstandenets (Bulgaars: Костанденец) is een dorp in het noordoosten van Bulgarije. Het is gelegen in de gemeente Tsar Kalojan,  oblast Razgrad. 

## Ligging
Het dorp Kostandenets ligt in het noordoosten van Bulgarije, in het oostelijke deel van de Donaudelta. Het dorp ligt in een uitgestrekte vlakte aan beide oevers van de rivier de Mali Lom. Het dorp Kostandenets ligt op 8 km van de stad Tsar Kalojan, 6 km van Zachari Stojanovo, 6 km van Svalenik, 48 km van de stad Roese, 35 km van de stad Razgrad en 28 km van de stad Popovo.

## Bevolking
In de eerste officiële volkstelling van 1934 telde het dorp 3.191 inwoners. Dit nam toe tot een hoogtepunt van 3.329 inwoners in 1946. Sindsdien kampt het dorp met een intensieve bevolkingsafname. Op 31 december 2019 telde het dorp 242 inwoners, minder dan 6% van het oorspronkelijke inwonersaantal.
| Inwoners | 3 191 | 3 329 | 2 739 | 2 259 | 1 716 | 1 177 | 1 046 | 722 | 405 | 242 |

Van de 405 inwoners reageerden er 399 op de optionele volkstelling van 2011. Van deze 399 respondenten identificeerden 386 personen zichzelf als etnische Bulgaren (96,7%), gevolgd door 13 ondefinieerbare personen (3,3%).
Van de 405 inwoners in februari 2011 werden geteld, waren er 12 jonger dan 15 jaar oud (3%), gevolgd door 170 personen tussen de 15-64 jaar oud (42%) en 223 personen van 65 jaar of ouder (55%).

## Afbeeldingen

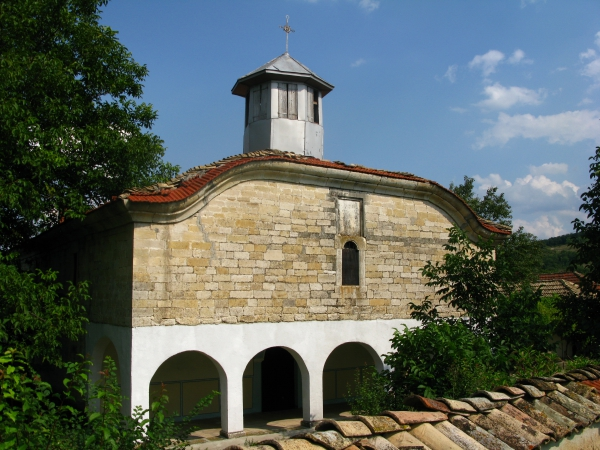
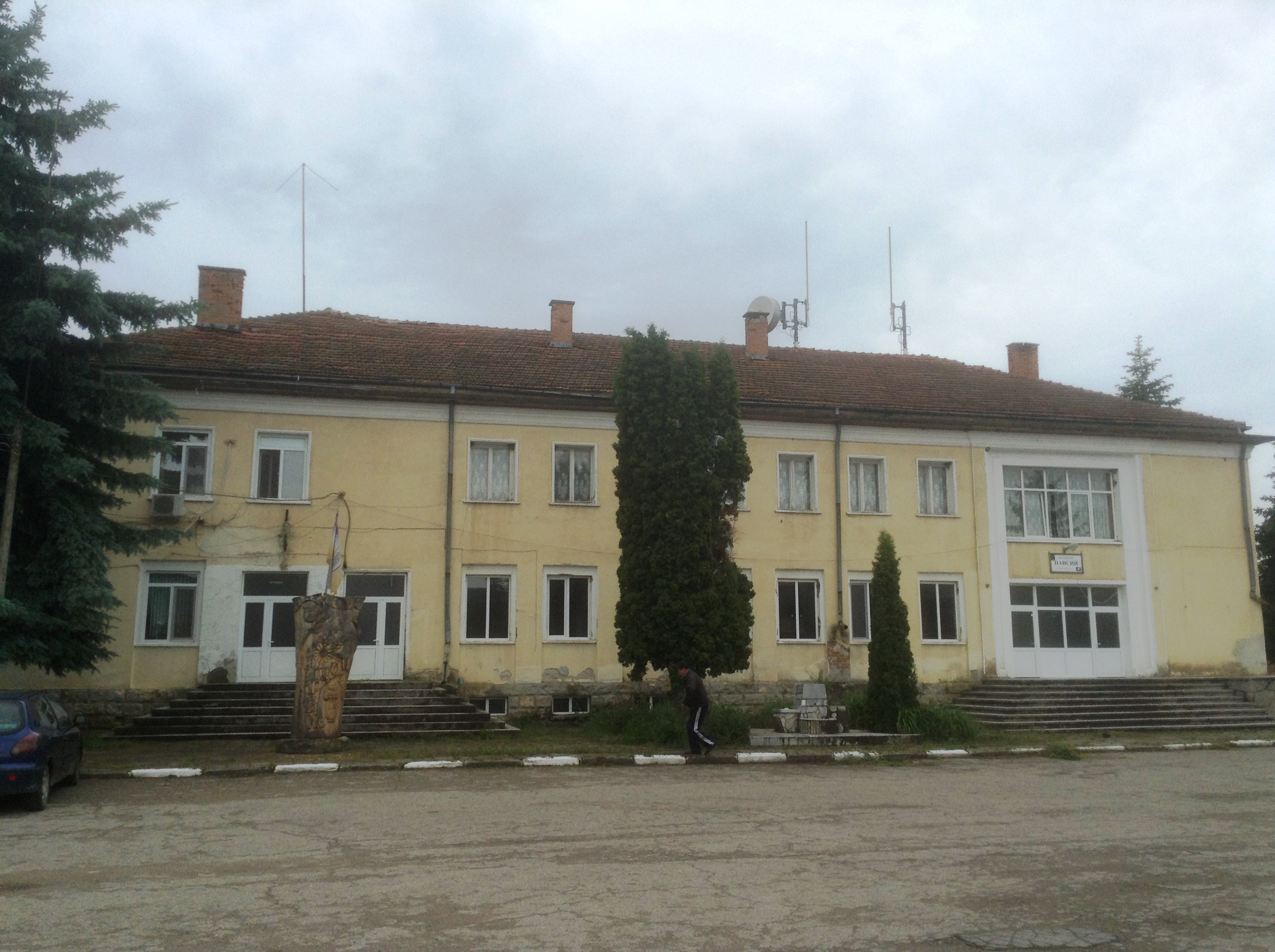
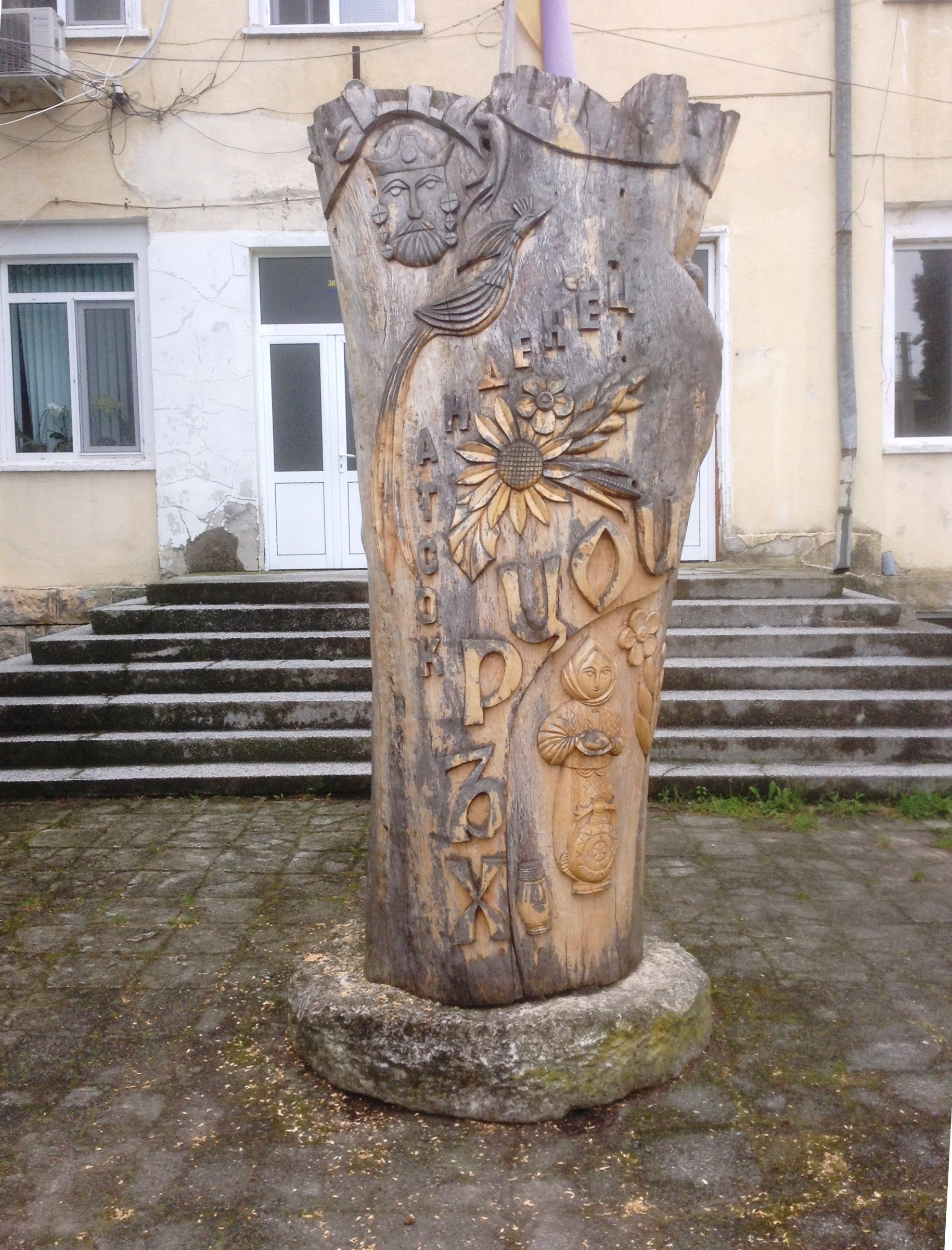